# 2024年京都市長選挙
2024年京都市長選挙は、日本の地方自治体である京都市の執行機関である京都市長を選出するために行われる選挙である。2024年2月4日に投開票が行われた。

## 概要
現職の京都市長、門川大作の任期満了に伴い執行された選挙である。門川は今回の市長選には立候補せず退任する意向を固めていたため、2008年の市長選挙以来16年ぶりに新人同士の対決となった。自由民主党、立憲民主党、公明党、国民民主党本部、連合京都が推薦した、旧民主党所属の元参議院議員時代に官房副長官を務めた松井孝治が日本共産党が支援した元京都弁護士会副会長の福山和人、元京都市会議員の村山祥栄、元京都府議会議員の二之湯真士、事業家の高家悠を抑え、初当選した。

## 選挙データ
- 選挙事由：現職の門川大作の任期満了（期日：2024年2月24日）。
- 告示日：2024年1月21日
- 執行日：2024年2月4日

## 選挙の争点
- 4期16年にわたる門川市政の評価
- 観光客の増加に関する施策とその是非およびこれに関連した古都保存協力税の再開構想（後者は一部候補者のみ）[6]
- 京都市の行財政改革について
- 北陸新幹線などの公共事業の是非

## 立候補者
（立候補届け出順、年齢は投開票日時点、全員新人）
| 候補者名                         | 年齢 | 党派       | 肩書                              |
| -------------------------------- | ---- | ---------- | --------------------------------- |
| 福山和人 （ふくやま かずひと）   | 62   | 無所属     | 弁護士 元京都弁護士会副会長       |
| 村山祥栄 （むらやま しょうえい） | 45   | 無所属     | 元京都市会議員 京都党政策顧問     |
| 二之湯真士 （にのゆ しんじ）     | 44   | 無所属     | 元京都府議会議員 元参議院議員秘書 |
| 松井孝治 （まつい こうじ）       | 63   | 無所属     | 元参議院議員 慶應義塾大学教授     |
| 高家悠 （こうけ ゆう）           | 35   | 平安保守党 | 事業家                            |

### 立候補者の公式サイト
- 福山和人 - 京都市長候補 福山和人（ふくやまかずひと） 無所属・市民派
- 村山祥栄 - 村山祥栄 公式サイト
- 二之湯真士 - 躍動、京都！公式サイト｜二之湯真士（京都市政改革担当）
- 松井孝治 - 京都市長候補 松井こうじ（松井孝治）公式サイト
- 高家悠

### 立候補を取りやめた人物
- 寺田浩彦 - 市民団体代表、NPO代表
  - 2023年12月22日に立候補を表明したが[7]、告示日に立候補を届け出なかった。

## タイムライン
2022年
- 12月25日 - 自由民主党府連会長の西田昌司参議院議員は、現職の門川大作が次期市長選に立候補した場合でも支持しない意向を示した[8]。

2023年
- 8月23日 - 現職の門川大作が次期市長選挙へ立候補しない事を表明した[9][10]。
- 9月5日 - 日本維新の会共同代表の吉村洋文大阪府知事が公認候補擁立の考えを表明した[11]。
- 9月7日 - 自由民主党所属で京都府議会議員（京都市右京区選挙区選出）の二之湯真士が無所属での立候補を表明した[12][13]。
- 9月8日 - 弁護士の福山和人が無所属での立候補を表明した[14][15]。
- 9月12日 - 京都市選挙管理委員会が投票日を2024年2月4日に決定した[16]。
- 10月2日 - 国民民主党代表代行で府連会長の前原誠司衆議院議員が日本維新の会の公認候補には推薦を出さないことを表明した[17]。
- 10月11日 - 伊吹文明元衆議院議長の呼びかけで発足した「文化首都京都の市長候補を京都市民で考える会」が提言を発表した。
- 10月13日 - 無所属の北神圭朗衆議院議員（京都4区選出）が提言へ賛同を表明した。同日、公明党府本部が提言への賛同を決定した。
- 10月14日 - 自民党府連が提言への賛同を決定した。
- 10月15日 - 立憲民主党府連が提言への賛同を表明した。
- 10月16日 - 自民党府連と公明党府本部が提言への賛同を公表。立憲民主党府連と合わせ、提言に3党の地方組織が相乗りする形となった[18]。
- 10月30日 - 二之湯が自民党京都府連に離党届を提出した[19]。
- 11月1日 - 前回福山を推薦した日本共産党が今回は党として推薦しないことを表明した[20]。福山が政党推薦を求めない考えを表明したことを受け、「無所属、市民派で戦う福山の基本的立場を尊重した」とした[21]。
- 11月2日 - 立憲民主党の市議が党の市長選への対応を巡り離党の意向を表明した[22]。
- 11月4日 - 元民主党参議院議員の松井孝治が無所属での立候補を表明した[23]。表明に先立ち「文化首都京都の市長候補を京都市民で考える会」が松井の出馬を要請[24]。
- 11月9日 - 立憲民主党が松井の推薦を決定した[3]。同日、西脇隆俊京都府知事が松井を支持すると報道した[25][26]。
- 11月12日 - 国民民主党府連は候補者の選定について、維新や地域政党京都党との間で予備選挙を行う方針を決めた[27]。
- 11月14日 - 二之湯の父の二之湯智元国家公安委員長が自民党に離党届を提出したことが報道される[28]。
- 11月15日 - 自民党が松井の推薦を決定した[2]。
- 11月18日 - 自民党の市議が二之湯を支援するため離党届を提出した[29]。
- 11月20日 - 参政党は市長選に関与しないことが報道される[30]。同日、社会民主党府連が市長選の対応として「府連の方針に合致する候補者」に自主投票とすることを発表した[31]。
- 11月22日 - 維新が擁立を検討していたアナウンサーが立候補を辞退し、これを受け維新・国民民主などが検討していた候補者の予備選挙の実施が見送られる見通しとなったと報じられた[32]。
- 11月23日 - 国民民主党府連が元京都市会議員で京都党元代表の村山祥栄の推薦を決定した。
- 11月24日 - 地域政党の京都党が村山の推薦を決定した[33]。
- 11月27日 - 村山祥栄が無所属での立候補を表明。同日、日本維新の会が推薦を決定し、日本維新の会・国民民主党府連・京都党の3党が村山の推薦で合意した[34][35]。
- 11月28日 - 国民民主党が村山を党本部として推薦せず、府連の応援に留めると発表。代表の玉木雄一郎は理由について、連合京都が松井を支援する意向であることを明かし、国民民主党が党本部レベルで村山を推薦すれば「股裂きになってしまう」と述べた[36]。同日、京都商工会議所の塚本能交会頭が政治団体・日本商工連盟京都地区の代表世話人として松井の支援を表明した[37]。
- 11月30日 - 公明党が松井の推薦を決定した[4]。同日、前原が国民民主党に離党届を提出し、新党「教育無償化を実現する会」を結成する意向を表明。京都市長選については新党で村山を推薦する考えを示した[38]。
- 12月1日、前原の離党表明を受けて、国民民主党は村山の推薦方針を撤回し、松井の推薦に切り替えることを検討していると報じられた[39]。
- 12月5日 - 連合京都が松井の推薦を決めたと報じられた[40]。
- 12月7日 - 二之湯が京都府議会議員を辞職した[41]。
- 12月8日 - 京都市選挙管理委員会が立候補予定者説明会を開催、5陣営が出席した[42]。
- 12月15日 - 市選管が政党等に対する政治活動等に関する説明会を開催、4陣営が出席した[43]。
- 12月21日 - 自由民主党京都府連が、府連の方針に反し混乱を招いたとして、二之湯の離党届を受理せず除名処分を決定した[44]。同日、国民民主党の京都府議が市長選を巡り離党届を提出した[45]。
- 12月25日 - 教育無償化を実現する会が村山の推薦を決めたと報じられた[46]。

2024年
- 1月11日 - 日本維新の会が推薦していた村山について、これまでに開催した政治資金パーティーに関し、参加者がいないなど実態が伴っていない可能性があると問題視し、同党は推薦を取り消す方針を固めたと報じられた[47]。
- 1月12日 - 村山の政治資金疑惑を受け、国民民主党京都府連も村山の推薦を撤回し、国民民主党党本部は同日、松井の推薦を決定した[48]。また、教育無償化を実現する会も村山の推薦を取り消した[49]。
- 1月13日 - 日本維新の会・教育無償化を実現する会・国民民主党京都府連・京都党の4党派が京都市内のホテルで合同会見を開き、村山の推薦取り消しを正式に発表した。4党派はいずれも自主投票の方針とし、すでに党本部が松井への推薦を決めている国民府連は、自主投票の方針について党本部に理解を求める考えを示した[50][51][52]。
- 1月21日 - 告示。立候補を表明していた4人の他、高家が立候補を届け出。
- 2月4日 - 投票日。開票結了。

### 松井擁立を巡る経緯
京都では革新系の蜷川虎三府政が28年間続いた歴史から、非共産の主な与野党が市長選での革新首長誕生阻止で連携する「非共産対共産」の構図が定着しており、市長選後の読売新聞の報道によれば、現職の門川の引退を既定路線と見た自民が「非共産」の各党が連携して推せる後継候補の擁立を模索。非自民系衆議院議員の北神圭朗ら複数の名が取りざたされたが、北神は固辞し続け、松井を擁立する方向で調整が進んだ。
一方で焦点となったのは前回市長選で門川を推す一方、今回は維新との連携を表明していた前原誠司の存在であり、伊吹文明元衆院議長や自民・立憲・公明3党の国会議員らが前原に共闘に加わるよう調整を試みたが、前原は動かなかった。2023年10月には松井自らが前原や日本維新の会幹部と会談し、松井は「ここまで来ている以上、何とかなりませんか」と頭を下げ、支援を要請。前原は「ベストの候補者だ」と述べた一方、「我々側から出てください」とも述べ、松井はこれに応じず両者の交渉は決裂した。
また、松井は旧民主党で参議院議員を務めたものの、2013年に引退して以降はかつての同僚らとも距離ができていた。2021年には当時福山哲郎が幹事長を務めた立憲民主党について「残念ながら私の中では終了です。立派な方もおいでなのに…」とSNSに投稿。そのため松井は市長選候補として自らの名が挙がっても「自分では、福山さんはついてくれないだろう」と述べていた。これに対し福山は「昔の仲間やないですか。色々あったけど、京都のために汗をかいてくれるなら一生懸命頑張りますので一緒にやりませんか」と自ら松井を説得。松井に対し、擁立に不満を持つ議員らと直接対話するように指南するなどし、選挙戦を通じてわだかまりを解いていったという。

## 投票結果
※当日有権者数：1,138,567人 最終投票率：41.67%（前回比： 0.96pts）
| 候補者名   | 年齢 | 所属党派   | 新旧別 | 得票数    | 得票率 | 推薦・支持                                         |
| ---------- | ---- | ---------- | ------ | --------- | ------ | -------------------------------------------------- |
| 松井孝治   | 63   | 無所属     | 新     | 177,454票 | 37.92% | （推薦）自由民主党・公明党・立憲民主党・国民民主党 |
| 福山和人   | 62   | 無所属     | 新     | 161,203票 | 34.44% | （支援）日本共産党                                 |
| 村山祥栄   | 45   | 無所属     | 新     | 72,613票  | 15.52% |                                                    |
| 二之湯真士 | 44   | 無所属     | 新     | 54,430票  | 11.63% |                                                    |
| 高家悠     | 35   | 平安保守党 | 新     | 2,316票   | 0.49%  |                                                    |

各候補の得票率
| 区     | 松井孝治 | 松井孝治 | 福山和人 | 福山和人 | 村山祥栄 | 村山祥栄 | 二之湯真士 | 二之湯真士 | 高家悠 | 高家悠 |
| 区     | 得票     | %        | 得票     | %        | 得票     | %        | 得票       | %          | 得票   | %      |
| ------ | -------- | -------- | -------- | -------- | -------- | -------- | ---------- | ---------- | ------ | ------ |
| 合計   | 177,454  | 37.92%   | 161,203  | 34.44%   | 72,613   | 15.52%   | 54,430     | 11.63%     | 2,316  | 0.49%  |
| 北区   | 14,648   | 36.14%   | 15,184   | 37.46%   | 6,188    | 15.27%   | 4,355      | 10.75%     | 155    | 0.38%  |
| 上京区 | 10,333   | 36.16%   | 10,558   | 36.95%   | 4,405    | 15.42%   | 3,160      | 11.06%     | 116    | 0.41%  |
| 左京区 | 18,733   | 31.70%   | 23,153   | 39.18%   | 12,661   | 21.43%   | 4,291      | 7.26%      | 253    | 0.43%  |
| 中京区 | 15,315   | 38.55%   | 13,174   | 33.16%   | 6,333    | 15.94%   | 4,692      | 11.81%     | 211    | 0.53%  |
| 東山区 | 4,331    | 37.61%   | 3,971    | 34.48%   | 1,926    | 16.72%   | 1,216      | 10.56%     | 72     | 0.63%  |
| 山科区 | 16,921   | 42.26%   | 12,974   | 32.40%   | 5,832    | 14.56%   | 4,109      | 10.26%     | 206    | 0.51%  |
| 下京区 | 10,058   | 38.28%   | 8,527    | 32.45%   | 4,468    | 17.01%   | 3,099      | 11.79%     | 122    | 0.46%  |
| 南区   | 11,686   | 40.99%   | 9,310    | 32.66%   | 4,172    | 14.63%   | 3,145      | 11.03%     | 195    | 0.68%  |
| 右京区 | 23,101   | 34.44%   | 21,804   | 32.50%   | 9,551    | 14.24%   | 12,358     | 18.42%     | 271    | 0.40%  |
| 西京区 | 19,036   | 39.44%   | 15,766   | 32.67%   | 7,375    | 15.28%   | 5,840      | 12.10%     | 246    | 0.51%  |
| 伏見区 | 33,292   | 42.46%   | 26,782   | 34.16%   | 9,702    | 12.37%   | 8,165      | 10.41%     | 469    | 0.60%  |

投開票の結果、松井が福山ら4候補を破り初当選を果たした。松井は公明支持層の9割を固め、自民支持層の6割、立憲民主党支持層の5割弱、維新支持層の3割、無党派層の3割弱からも支持を得たことで、接戦を制した。福山は共産支持層の9割を固め、無党派層も3割強の支持を得たほか、松井を推薦した立憲支持層の3割強、自民支持層の1割強にも食い込んだ。維新支持層は2割強が福山に流れた。維新などからの推薦を取り消された村山は、維新支持層からの得票も3割にとどまり、広がりを欠いた。